# Carlisle (Pensylwania)
Carlisle – miejscowość (borough), ośrodek administracyjny hrabstwa Cumberland, w południowej części stanu Pensylwania, w Stanach Zjednoczonych, położone w dolinie Cumberland. W 2013 roku miejscowość liczyła 18 927 mieszkańców.
Miejscowość rozplanowana została przez Brytyjczyków w 1752 roku i nazwana od angielskiego miasta Carlisle. W 1837 roku do Carlisle dotarła linia kolejowa Cumberland Valley Railroad.
W Carlisle swoją siedzibę mają uczelnie Dickinson College (zał. 1773), Pennsylvania State University – Dickinson Law (zał. 1834 jako Dickinson School of Law) oraz United States Army War College.